# Léon Sasserath
Léon Sasserath (Namen, 22 april 1881 - Dinant, 1 oktober 1958) was een Belgisch liberaal politicus en Waals militant.

## Levensloop
Sasserath was chirurgisch tandarts.
Hij werd verkozen tot gemeenteraadslid van Dinant in 1913 en was schepen van 1914 tot 1921 en burgemeester van 1927 tot 1936 en van 1947 tot 1956.
Hij was provincieraadslid in de provincie Namen (1925-1935) en ondervoorzitter van de provincieraad (1929-1933).
In 1935 werd hij liberaal senator voor het arrondissement Namen-Dinant, mandaat dat hij uitoefende tot in 1946.
Hij patroneerde het eerste congres van de Waalse concentratie in 1930. Hij bestreed de ontwerpen van minister Eugène Soudan over het gebruik van talen in gerechtszaken en zat de vergadering voor van de Waalse liberale entente die op 5 februari 1939 het ontslag eisten van drie liberale ministers, waaronder Emile Jennissen, na de benoeming van de voormalige activist Adriaan Martens in de Vlaamse Academie voor Geneeskunde.
Sasserath was representatief voor de unionistische (of anti-federalistische) tendens in de Waalse beweging vóór 1940. Hij zetelde in het Waals nationaal congres van 1945, waarbij hij niet ontkende gestemd te hebben voor het federalisme.
Een straat in Dinant op de rechteroever van de Maas draagt de naam Quai Sasserath.